# Shapu, Guangxi
Shapu (kinesiska: 沙浦镇, 沙浦) är en köping i Kina. Den ligger i den autonoma regionen Guangxi, i den södra delen av landet, omkring 220 kilometer nordost om regionhuvudstaden Nanning.
Genomsnittlig årsnederbörd är 2 087 millimeter. Den regnigaste månaden är juni, med i genomsnitt 430 mm nederbörd, och den torraste är februari, med 56 mm nederbörd.